# Бузник, Анатолий Иванович
Анатолий Иванович Бузник (укр. Анатолій Іванович Бузник; род. 21 мая 1961, Николаев) — украинский футболист и тренер. Играл на позициях защитника и полузащитника.
С 2016 года — генеральный секретарь Всеукраинского объединения тренеров по футболу. С 2020 года — главный тренер клуба «Левый берег» (Киев).

## Футбольная карьера
В 1979 году начал свою карьеру за местный «Судостроитель». В сезонах 1983 и 1984 годов выступал за «Днепр» (Черкассы) и СКА (Киев) соответственно. В 1985 году вернулся в «Судостроитель», в котором и окончил свою игровую карьеру в 1989 году.

## Тренерская карьера
В 1991 году окончил Высшую школу тренеров. В 1992 году работал главным тренером в очаковской «Артании». Потом помогал тренировать николаевский «Эвис», тренировал «Полиграфтехнику». Был тренером «Борисфена» и молодёжного состава китайского клуба «Цзянсу Сайнти». В 2001 году начал работать с юношескими сборными Украины.
29 сентября 2010 года занял пост главного тренера кировоградской «Звезды», с которой работал до 22 августа 2011 года. С июня 2012 года руководил запорожским «Металлургом», а 11 июля 2012 года был утверждён на должность главного тренера клуба. Однако уже через два дня подал в отставку, в связи с несогласием с политикой клуба. 9 апреля 2014 года вновь назначен главным тренером «Звезды», однако в октябре подал в отставку

## Достижения

### Игровая карьера
- Бронзовые медали Второй лиги СССР: 1985

### Тренерская карьера
- Обладатель Кубка Второй лиги Украины: 2000
- Второе место на Летней Универсиаде 2001 года в Пекине: 2001

## Награды и звания
- Заслуженный тренер Украины: 2001